# Leptogaster argionina
Leptogaster argionina är en tvåvingeart som beskrevs av Speiser 1910. Leptogaster argionina ingår i släktet Leptogaster och familjen rovflugor.
Artens utbredningsområde är Tanzania. Inga underarter finns listade i Catalogue of Life.